# Troels Lund Poulsen
Troels Lund Poulsen (ur. 30 marca 1976 w Vejle) – duński polityk, minister w różnych resortach, deputowany do Folketingetu, od 2023 przewodniczący Venstre.

## Życiorys
Podjął (ostatecznie nieukończone) studia historyczne na Uniwersytecie Kopenhaskim. Zatrudniony w administracji partyjnej m.in. jako sekretarz polityczny w Christiansborgu, był też pracownikiem partyjnych mediów. Od 1997 do 1999 stał na czele młodzieżówki liberalnej (Venstres Ungdom).
W 2001 po raz pierwszy uzyskał mandat posła do duńskiego parlamentu z listy liberalnej partii Venstre. Z powodzeniem ubiegał się o reelekcję w 2005, 2007, 2011, 2015, 2019 i 2022.
W listopadzie 2007 został ministrem środowiska w trzecim rządzie Andersa Fogh Rasmussena. Utrzymał to stanowisko w powołanym w kwietniu 2009 gabinecie Larsa Løkke Rasmussena. Po dokonaniu rekonstrukcji rządu w lutym 2010 powierzono mu tekę ministra ds. podatków, a w marcu 2011 resort edukacji, którym zarządzał do października tego samego roku.
Gdy w czerwcu 2015 Lars Løkke Rasmussen ponownie stanął na czele rządu, Troels Lund Poulsen wszedł w jego skład jako minister ds. przedsiębiorczości i rozwoju. W listopadzie 2016 w jego trzecim gabinecie został natomiast ministrem pracy, pełnił tę funkcję do czerwca 2019.
W grudniu 2022 powołany na ministra gospodarki w koalicyjnym rządzie Mette Frederiksen. W lutym 2023 przejął czasowo wykonywanie funkcji ministra obrony w związku z chorobą lidera Venstre Jakoba Ellemanna-Jensena. W marcu 2023 czasowo ustąpił z funkcji ministra gospodarki; Stephanie Lose została wówczas ministrem bez teki wykonującym obowiązki ministra gospodarki. Na początku sierpnia 2023 w związku z zakończonym zwolnieniem lekarskim lidera Venstre (który ponownie przejął kierownictwo resortu obrony) Troels Lund Poulsen powrócił na urząd ministra gospodarki. Jeszcze w tym samym miesiącu doszło między nim i Jakobem Ellemannem-Jensenem do zamiany stanowisk ministerialnych – przeszedł wówczas na stanowisko ministra obrony. W październiku tego samego roku Jakob Ellemann-Jensen ogłosił wycofanie się z bieżącej polityki, rezygnując z funkcji rządowych. Troels Lund Poulsen przejął wówczas funkcje wicepremiera oraz ministra gospodarki. Na ostatniej z nich w listopadzie 2023 zastąpiła go Stephanie Lose. Wcześniej w tym samym miesiącu polityk został nowym przewodniczącym swojego ugrupowania.

## Odznaczenia
- Order „Za zasługi” I klasy (Ukraina, 2023)[12]